# Лекгер Дмитро Миколайович
Дмитро́ Микола́йович Ле́кгер (нар. 25 грудня 1896 (6 січня 1897), Красноуфімськ — пом. 11 травня 1980, Львів) — український скрипаль і музичний педагог, професор Львівської консерваторії. Один із корифеїв львівської скрипкової школи.

## Життєпис
Дмитро Миколайович Лекгер народився 25 грудня 1896 (6 січня 1897) в місті Красноуфімськ (Росія). За походженням німець, хоча за паспортом значився росіянином.
Після смерті батька його родина переїхала до Полтави, де Дмитро навчався одночасно в реальному та музичному училищах. Його вчителем по класу скрипки був відомий педагог Яков Гегнер, учень знаменитого Леопольда Ауера. Згодом родина переїхала до Москви, де Дмитро бере уроки скрипки у професора Михайла Преса, учня відомого педагога Івана Гржималі.
1913 року через хворобу легенів Дмитра родина переїхала на південь і юний скрипаль успішно складає вступні іспити в Одеську консерваторію (курс чеського скрипаля професора Франтішека Ступки). Під час навчання він виступав як соліст, грав у симфонічному оркестрі.
1917 року після закінчення Одеської консерваторії працює солістом та концертмейстером Ялтинського симфонічного оркестру.
1918 року — працює в Батумі. 1920 року переїхав до Владикавказу, де викладає в так званій «Народній консерваторії», одночасно викладає в музичному училищі в Кутаїсі, виступає з концертами, гастролює.
1927—1944 — працює в Єреванській консерваторії. Звання професора йому присвоєно 1934 року.
1948—1973 — викладав у Львівській консерваторії: завідувач кафедрою струнних, духових і народних інструментів.
Вів спеціальний клас скрипки. Розробляв методи викладання гри на скрипці.
Нагороджений медаллю «За трудову доблесть» та ін.
Пішов з життя 11 травня 1980 року у Львові. Похований на Янівському цвинтарі.

## Учні
Серед його учнів: Богдан Каськів, Артур Микитка, Сурен Кочарян, Рубен Степанян, Григорій Богданян, Карен Костанян, Сергій Євдокимов, Зоя Петросян, Ірина Мартиросян, Георгій Павлій, Олександра Деркач, Діна Москвіт-Савко, Любов Чайковська, Ореста Ванькович-Когут, Людмила Мізюк, Наталія Пославська, Лілія Онищенко, Тетяна Шуп'яна та ін.

## Праці
- «Методичні етюди для скрипки», К., 1954.